# Césaire Gandzé
Césaire Dorlich Sydney Gandzé (sinh ngày 6 tháng 3 năm 1989) là một cầu thủ bóng đá người Congo hiện tại thi đấu ở vị trí tiền vệ cho AC Léopards.

## Sự nghiệp quốc tế

### Bàn thắng quốc tế
Tỉ số và kết quả liệt kê bàn thắng của Congo trước.
| #  | Ngày                | Địa điểm                             | Đối thủ | Tỉ số | Kết quả | Giải đấu                            |
| -- | ------------------- | ------------------------------------ | ------- | ----- | ------- | ----------------------------------- |
| 1. | 20 tháng 7 năm 2014 | Stade Municipal, Pointe-Noire, Congo | Rwanda  | 1–0   | 2–0     | Vòng loại Cúp bóng đá châu Phi 2015 |

## Danh hiệu
AC Léopards
Vô địch
- Giải bóng đá ngoại hạng Congo (2): 2012, 2013,2014
- Cúp Liên đoàn bóng đá châu Phi: 2012

Á quân
- Siêu cúp CAF: 2013